# Tatuazh në zemër
Tatuazh në zemër (svenska: tatuering på hjärtat) är en låt på albanska framförd av sångerskan Besa Kokëdhima. Låten är skriven av Alban Skënderaj med musik av den makedonske kompositören och musikern Darko Dimitrov. 
Med "Tatuazh në zemër" ställde Kokëdhima upp i Kënga Magjike 15 under hösten 2013. Hon tog sig till finalen, där hon, på finaldagen 30 november 2013 utsågs till tävlingens segrare. Hon vann före Ledina Çelo på andra plats och Endri & Stefi på tredje. Besa tilldelades även priset för bästa dans i tävlingen.